# André-François Miot de Mélito
Pour les articles homonymes, voir Miot et Melito.
André-François Miot, comte de Mélito, est un ministre, ambassadeur et conseiller d'État français né le 9 février 1762 à Versailles et mort le 5 janvier 1841 à Paris.

## Biographie
André-François Miot naît le 9 février 1762 à Versailles, de François Miot, écuyer, conseiller du roi et principal commis au bureau de la guerre, et de Catherine Vauchelle. Il est le frère du général Jacques-François Miot (1779-1858).
Il entre dans l'administration militaire et devient chef de bureau au ministère de la Guerre.
En 1788, il est envoyé au camp de Saint-Omer comme commissaire des guerres.
Il revient à Paris, passe chef de division, et, partisan d'une monarchie constitutionnelle, se fait recevoir au club des Feuillants.
Après le 10 août, il est décrété d'arrestation, mais il se cache à Versailles. Il accepte par la suite une place de contrôleur des convois militaires, et est rétabli dans son poste précédent de chef de division par Beurnonville.
Marié en mars 1791 à Paris, avec Adélaïde-Joséphine Arcambal (1765-1841), sœur du général Jacques Philippe Arcambal, il sera le père de Hyacinthe René, né le 24 juin 1795, décédé le 6 décembre 1815 à La Branche-du-Pont-de-Saint-Maur (act. Joinville-le-Pont) des suites de blessures reçues à Waterloo, et de Rosalie Françoise Caliste Miot de Mélito qui épousa Jean-Baptiste Auguste Marie Jamin de Bermuy, puis le général Christian-Wilhelm von Fleischmann.
Il obtient les fonctions de secrétaire général aux Relations extérieures sous le ministre Deforgues. C'est aux soirées de ce dernier que Miot fait la connaissance des membres les plus en vue de la Convention, Robespierre, Danton, Camille Desmoulins, Fabre d'Eglantine.
Deforgues ayant été remplacé le 16 germinal an II par Herman, puis, le 29, par Buchot, qu'on rencontrait plus souvent au billard du café Hardy qu'au ministère, Miot a donc en réalité la direction du ministère avec le titre de commissaire des relations extérieures. Il est ministre des affaires étrangères en titre du 21 novembre 1794 au 19 février 1795.
En 1795, une fois la paix conclue avec la Toscane, il est envoyé à Florence comme ministre plénipotentiaire auprès du grand-duc de Toscane.
Les succès de Bonaparte, avec qui il a trois entrevues à Brescia, Bologne et Florence en juin 1796, facilitent sa tâche. Celui-ci le charge d'aller à Rome surveiller l'exécution de l'armistice conclu avec la cour pontificale. Miot revient ensuite à Florence, passe de là en Corse comme commissaire du pouvoir exécutif. Il y réorganise l'administration et est nommé le 25 octobre 1796 ministre plénipotentiaire en Piémont. C'est au cours de cette mission en Corse qu'il se lie avec Joseph Bonaparte.
À Turin, hostile au mouvement révolutionnaire que des agents secrets du Directoire cherchent à fomenter, il déplait à la cour et au Directoire qui le rappelle au commencement de 1798.
Après un an de disgrâce, il est envoyé en Hollande avec une mission diplomatique. Le 18 brumaire l'y trouve et le surprend désagréablement, mais il s'en remet bien vite en apprenant sa nomination de secrétaire du nouveau ministre de la Guerre.
Nommé membre du Tribunat à sa création le 4 nivôse an VIII, il devient conseiller d’État le 5e jour complémentaire de la même année (22 septembre 1800), avec la mission spéciale de procéder aux radiations d'émigrés.
Il est appelé le 17 nivôse an IX aux fonctions d'administrateur général des départements de Corse (Liamone et Golo), où le régime constitutionnel a été suspendu par le premier consul. Il sera à l'origine de l'arrêté du 21 prairial an IX sur les droits de succession, dit "arrêté Miot". Cette mesure, additionnée à celle abrogeant les pénalités de non-déclaration des successions, contribuera à créer une exonération de fait sur les successions en Corse, spécificité fiscale toujours d'actualité.
Accusé de modération, Miot demande son rappel qu'il n'obtient que l'année suivante (8 novembre 1802). Il se disculpe aisément auprès de Bonaparte et rentre au conseil d'État, section de la police générale.
Membre de la Légion d'honneur le 9 vendémiaire an XII, commandeur de l'ordre le 21 février 1806, il est mis, à cette date, à la disposition de Joseph Bonaparte, devenu roi de Naples, qui le nomme ministre de l'intérieur à Naples et le créait comte de Mélito en 1808. Joseph Bonaparte l'emmène ultérieurement en Espagne, dont il est devenu roi en échange de Naples, avec le titre d'intendant de sa maison, et le ramène enfin en France après la bataille de Vitoria et l'abandon de la couronne espagnole en 1813.
Miot reprend sa place au conseil d’État français et est créé comte Miot de Mélito et de l'Empire, le 21 février 1814.
Il suit la régente à Blois et est rayé par la première Restauration du nombre des conseillers d'état. Ce titre lui est rendu aux Cent-Jours et, bien qu'il déclare dans ses Mémoires que le retour de l'île d'Elbe l'avait profondément affligé, il accepte les fonctions de commissaire extraordinaire dans la 12e division militaire (La Rochelle). Le désastre de Waterloo le frappe dans sa situation et dans ses affections : son gendre y trouve la mort et son fils est blessé. Il s’installe en 1814 dans une propriété du quartier de Polangis à La Branche-du-Pont-de-Saint-Maur (Seine, act. Joinville-le-Pont, Val-de-Marne), qui avait précédemment appartenu au maréchal Oudinot.
Resté pauvre, devenu étranger à la vie publique, il se consacre alors exclusivement à des travaux littéraires. En 1825, il va voir aux États-Unis Joseph Bonaparte. En 1827, il se retire auprès de sa fille en Wurtemberg où il commence sa traduction de Diodore de Sicile, parue de 1834 à 1838. Il ne revient à Paris qu'en 1831 lorsque son gendre, M. de Fleischmann, général allemand qui était très hostile à Napoléon, y est nommé ministre plénipotentiaire du roi de Wurtemberg. En 1835, il entre à l'Institut.
Il meurt le 5 janvier 1841 à Paris. Il est inhumé au cimetière du Père-Lachaise, Division 46, avenue Transversale n°1, 2ème ligne, M=L-31 .
Une voie publique de la ville de Bastia porte le nom de rue Miot. 
La commune d’Ajaccio dispose d’une place Miot. 

### Autre
- Membre de l'Institut de France (Académie des inscriptions et belles-lettres, membre libre, 1835).
- On lui attribue la première utilisation du terme "télégraphe", en 1792, en référence à l'appareil inventé par les frères Chappe qui eux-mêmes l'appelaient "tachygraphe"[8].

## Œuvres
- Mémoires sur le consulat, l'empire et le roi Joseph ou Mémoires du comte Miot de Mélito, Paris, Michel Lévy Frères, 1858, 3 volumes.
- Histoire d'Hérodote suivie de la vie d'Homère, 1822, 3 volumes.
- Bibliothèque historique de Diodore de Sicile, traduction française, 1834-1838, 7 volumes.

### Sources
- « MIOT (André-François), Comte de Mélito », dans Adolphe Robert et Gaston Cougny, Dictionnaire des parlementaires français, Edgar Bourloton, 1889-1891 [détail de l’édition]